# North Arm Breeches Lake
North Arm Breeches Lake – zatoka (arm), część jeziora Breeches Lake w kanadyjskiej prowincji Nowa Szkocja, w hrabstwach Richmond i Cape Breton; nazwa urzędowo zatwierdzona 13 lutego 1976.